# Martín Berasategui

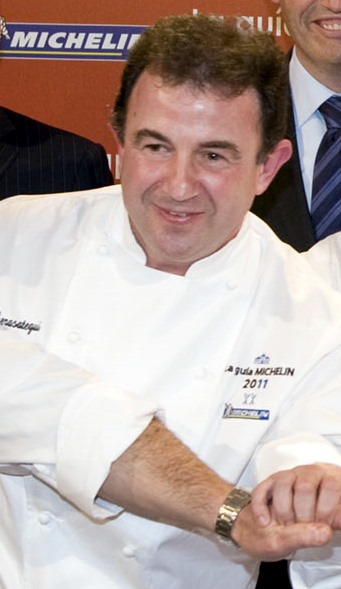
Matín Berasategui (2010).

Martín Berasategui Olazábal, född 27 april 1960 i San Sebastián, är en spansk kock från Baskien. Han är den enda spanska kock som äger två restauranger med tre stjärnor i Michelinguiden, Martín Berasategui i Baskien och Lasarte i Barcelona.
Martín har idag 12 stjärnor i Michelinguiden, vilket gör honom till spanska kocken med flest sådana. 
Redan när han var 13 år började Berasategui jobba i familjerestaurangen Bodegón Alejandro och utbildade sig från år 1979 till 1986. År 1981, efter att hans far dog, blev han huvudansvarig för Bodegón Alejandro som fick sin första stjärna i Michelinguiden 1986.
År 1993 grundade Berasategui sin första restaurang, döpt efter honom själv, i Lasarte-Oria. Restaurangen byggde på det traditionella baskiska köket och fick en Michelinstjärna 1994, två 1997 och tre stjärnor 2001. Martín Berasategui blev den fjärde spanska restaurangen någonsin att få tre Michelinstjärnor.
1996 skapade Berasategui företagsföreningen "Grupo Martín Berasategui" för att ta ansvaret för restauranger som bland annat Bodegón Alejandro, restaurangen i Guggenheimmuseet, Bilbao och Kursaal Martín Berasategui. Även om företagsföreningen numera är nerlagd, är de än idag rådgivare till flera restauranger, som bland annat Hotel Condes i Barcelona, Loidi och Lasarte-Oria, Doma i Bilbao, restaurangen MB i Hotel Abama (Teneriffa), Tempo by Martín Berasategui och Passion by Martín Berasategui i både Mexiko och Punta Cana.
2017 blev Berasategui den spanska kock som fått flest stjärnor i Michelinguiden. 2020 hade hans restauranger sammanlagt 12 stjärnor; förutom de två trestjärniga den tvåstjärniga M.B. på Teneriffa och fyra enstjärniga restauranger.